# Estimata takkhalii
Estimata takkhalii là một loài bướm đêm trong họ Noctuidae.